# Planet Earth (album de Prince)
Pour les articles homonymes, voir Planet Earth.
Albums de Prince
3121
(2006) Lotusflow3r
(2009)
Singles
1. Guitar
Sortie : 9 juillet 2007
2. Chelsea Rodgers
Sortie : 6 août 2007
3. The One U Wanna C
Sortie : 7 septembre 2007

Planet Earth est le 23e album studio de Prince sorti en 2007. L'album fut distribué gratuitement au Royaume-Uni via le magazine The Mail on Sunday le 15 juillet 2007 puis sorti mondialement.

## Analyse
Bien que la qualité de production de chacun des morceaux pris individuellement, soit indéniable, le tout ne forme pas un album très cohérents. L'approche semblait plutôt de tenter de plaire au plus grand nombre en rassemblant des compositions aux styles très différents. 
L'album commence par Planet Earth qui emmène dans le Rock alternatif, tel que le pratique Radiohead. L'influence de Radiohead sur le travail de Prince ne sera pas démentie, un an plus tard il rependra Creep en live et à la télévision.
Le second titre part dans un rock beaucoup plus agressif et électrique, qui flirt avec le Hard rock. Après quoi la pression retombe avec Somewhere Here on Earth, une ballade de style habituel pour Prince. 
Ce sont les titres Future Baby Mama et Mr. Goodnight qui sortent le plus du cadre Rock qu'aurait pu prendre l'album et ils se rapprochent plutôt d'un Jazz-funk. Enfin concernant Chelsea Rodgers le style de cette composition sera clairement Funk et correspond à ce que voudrait entendre la plupart des habitués de Prince.

## Liste des titres
Toutes les chansons sont écrites et composées par Prince.
| No  | Titre                          | Durée |
| --- | ------------------------------ | ----- |
| 1.  | Planet Earth                   | 5:51  |
| 2.  | Guitar                         | 3:45  |
| 3.  | Somewhere Here on Earth        | 5:46  |
| 4.  | The One U Wanna C              | 4:29  |
| 5.  | Future Baby Mama               | 4:47  |
| 6.  | Mr. Goodnight                  | 4:26  |
| 7.  | All the Midnights in the World | 2:21  |
| 8.  | Chelsea Rodgers                | 5:41  |
| 9.  | Lion of Judah                  | 4:10  |
| 10. | Resolution                     | 3:40  |

## Musiciens
- Wendy Melvoin - guitare acoustique, mandoline
- Lisa Coleman - claviers
- Sheila E. - percussions
- Christian Scott - trompette
- Sonny T. - basse
- Michael Bland - batterie
- Marva King - chants
- Bria Valente - chants

## Charts
| Pays          | Chart                  | Meilleure position | Nombre de semaines | Première entrée    | Réf    |
| ------------- | ---------------------- | ------------------ | ------------------ | ------------------ | ------ |
| Allemagne     | Media Control Charts   | 6                  | 7                  | 6 août 2007        | [ 4 ]  |
| Australie     | ARIA Charts            | 38                 | 1                  | 5 août 2007        | [ 5 ]  |
| Autriche      | Ö3 Austria Top 40      | 11                 | 6                  | 3 août 2007        | [ 6 ]  |
| Belgique (FR) | Ultratop               | 20                 | 9                  | 4 août 2007        | [ 7 ]  |
| Belgique (NL) | Ultratop               | 5                  | 11                 | 28 juillet 2007    | [ 8 ]  |
| Danemark      | Danish Charts          | 5                  | 6                  | 3 août 2007        | [ 9 ]  |
| Espagne       | PROMUSICAE             | 15                 | 3                  | 29 juillet 2007    | [ 10 ] |
| États-Unis    | Billboard 200          | 3                  | 10                 | 11 août 2007       | [ 11 ] |
| États-Unis    | Top R&B/Hip-Hop Albums | 1                  | 18                 | 11 août 2007       | [ 11 ] |
| États-Unis    | Digital Albums         | 20                 | 1                  | 25 août 2007       | [ 11 ] |
| États-Unis    | Tastemaker Albums      | 1                  | 2                  | 25 août 2007       | [ 11 ] |
| Finlande      | Finnish Charts         | 14                 | 3                  | 31e semaine (2007) | [ 12 ] |
| France        | SNEP                   | 16                 | 11                 | 28 juillet 2007    | [ 13 ] |
| Italie        | Italian Charts         | 16                 | 1                  | 26 juillet 2007    | [ 14 ] |
| Japon         | Oricon                 | 14                 | 7                  |                    | [ 15 ] |
| Norvège       | Norwegian Charts       | 9                  | 4                  | 31e semaine (2007) | [ 16 ] |
| Pays-Bas      | Dutch Charts           | 3                  | 13                 | 28 juillet 2007    | [ 17 ] |
| Suède         | Sverigetopplistan      | 35                 | 2                  | 26 juillet 2007    | [ 18 ] |
| Suisse        | Swiss Music Charts     | 1                  | 10                 | 5 août 2007        | [ 19 ] |